# 간토 철도 류가사키선
류가사키 선(일본어: 竜ヶ崎線)은 일본 이바라키현 류가사키시의 사누키역과 류가사키 역을 잇는 간토 철도의 철도 노선이다.

## 노선 정보
- 노선 거리 (영업 거리) : 4.5km
- 궤간 : 1,067mm
- 역 수 : 3역 (기 · 종점역 포함)
- 복선화 구간 : 없음 (전 노선 단선화)
- 전철화 구간 : 없음 (전 노선 비전철화)
- 폐색 방식 : 태블릿 방식
- 차량기지 소재역 : 류가사키 역

## 역 목록
| 역명     | 일어 역명 | 역간 거리 | 영업 거리 | 역무원 | 승차권 | 접속 노선              |
| -------- | --------- | --------- | --------- | ------ | ------ | ---------------------- |
| 사누키   | 佐貫      | -         | 0.0       | ○      | 有     | 동일본 여객철도 조반선 |
| 이레지   | 入地      | 2.2       | 2.2       |        | 無     |                        |
| 류가사키 | 竜ヶ崎    | 2.3       | 4.5       | ◎      | 有     |                        |